# Benno van Vugt

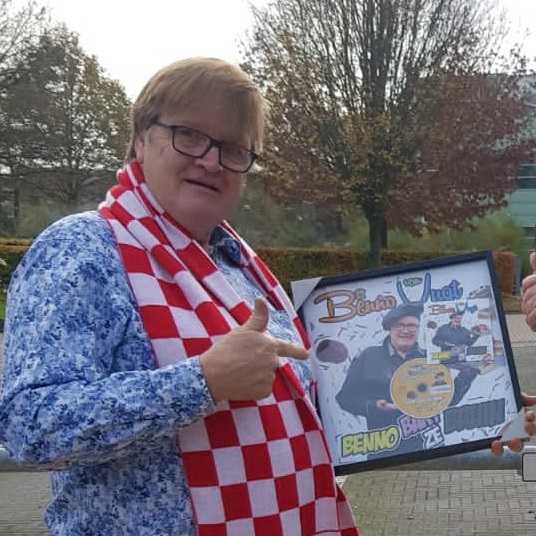
Benno van Vugt

Benno van Vugt (Tilburg, 25 maart 1962) is een Nederlandstalige zanger.

## Loopbaan
Van Vugt schrijft zijn teksten zelf en laat zijn muziek maken door André Kooiman. Van oorsprong is Van Vugt eigenaar van een schoonmaakbedrijf, dat hij tijdens zijn zangcarrière bleef besturen. Hij is op latere leeftijd begonnen als zanger. Hij brak in 2014 door met het lied 'Mag ik het lipje van jouw blikje zijn'. Dankzij hulp van Omroep Brabant is dit een bescheiden hitje geworden. Van Vugt schrijft zijn teksten over zijn ervaringen. Omdat vriendin pinguïns spaart, heeft hij het lied 'Ik zie pinguïns overal' geschreven. Ook is hij lookalike van Willem Alexander. Daarover schreef hij een lied, dat hij inzong met Ferry van der Zaande. 

## Media
Van Vugt is regelmatig te horen in de ochtendshow van Omroep Brabant, waar hij het nieuws belicht. Hij zong hiervoor zijn eigen jingle in. Benno van Vugt werkt elk jaar op de Tilburgse Kermis mee aan Kermis TV van Omroep Tilburg. 

## Privé
Van Vugt woont in Tilburg samen met zijn vriendin. Hij is goed bevriend met Johan Vlemmix.

## Discografie
- Ik wil het lipje van jouw blikje zijn (2014)
- Mijn beste kameraad (2015)
- Ik zie pinguïns overal (2015)
- Mooie nieuwe zonnebril (2016)
- Als het zonnetje lacht (2017)
- Ik doe alles op mijn sloffen (2017)
- Ik ben de lookalike van Willem-Alexander (2017)
- Daar is niks mis mee (2018)
- Een goede vriend (2018)
- Knallen (2019)
- Op de kermis is het altijd feest (2019)
- Het is kerstmis voor iedereen (2019)
- Ik heb confetti onder mijn kunstgebit (2019)
- Schud maar lekker met die billen (2020)
- Benno bakt ze bruin (2020)
- Zeemans Medley (2021)
- Hatseflatse (Daar word ik foxwild van) (2021)
- Een trekker mag nie piepen (2021)
- Meisjes met rooie haren (2022)
- Ik ben zoals ik ben (2022)
- Koekwaus (2022)
- Hucklebuck (2023)
- Niemand weet (2023)
- Esmahlahlah (2023)
- De pleeboy van het zuiden (2023)
- Ode aan Rob de Nijs (2024)
- Pompidom (2024)
- Zuipautomaat (2025)
- Waarom moeilijk doen als het duidelijk kan (2025)